# Métro d'Hyderabad
Le métro de Hyderabad est un réseau de transport en commun de type métro desservant l'agglomération de Hyderabad, en Inde. Il possède la particularité d'être entièrement construit sur des viaducs qui empruntent les cheminements des plus grands axes routiers de la ville.

## Histoire

### Conception
Le choix de faire passer le métro sur un tracé aérien et non souterrain est financier : selon le chef du projet M.P. Naidu chez Larsen & Toubro, une infrastructure souterraine aurait coûté trois fois plus cher.

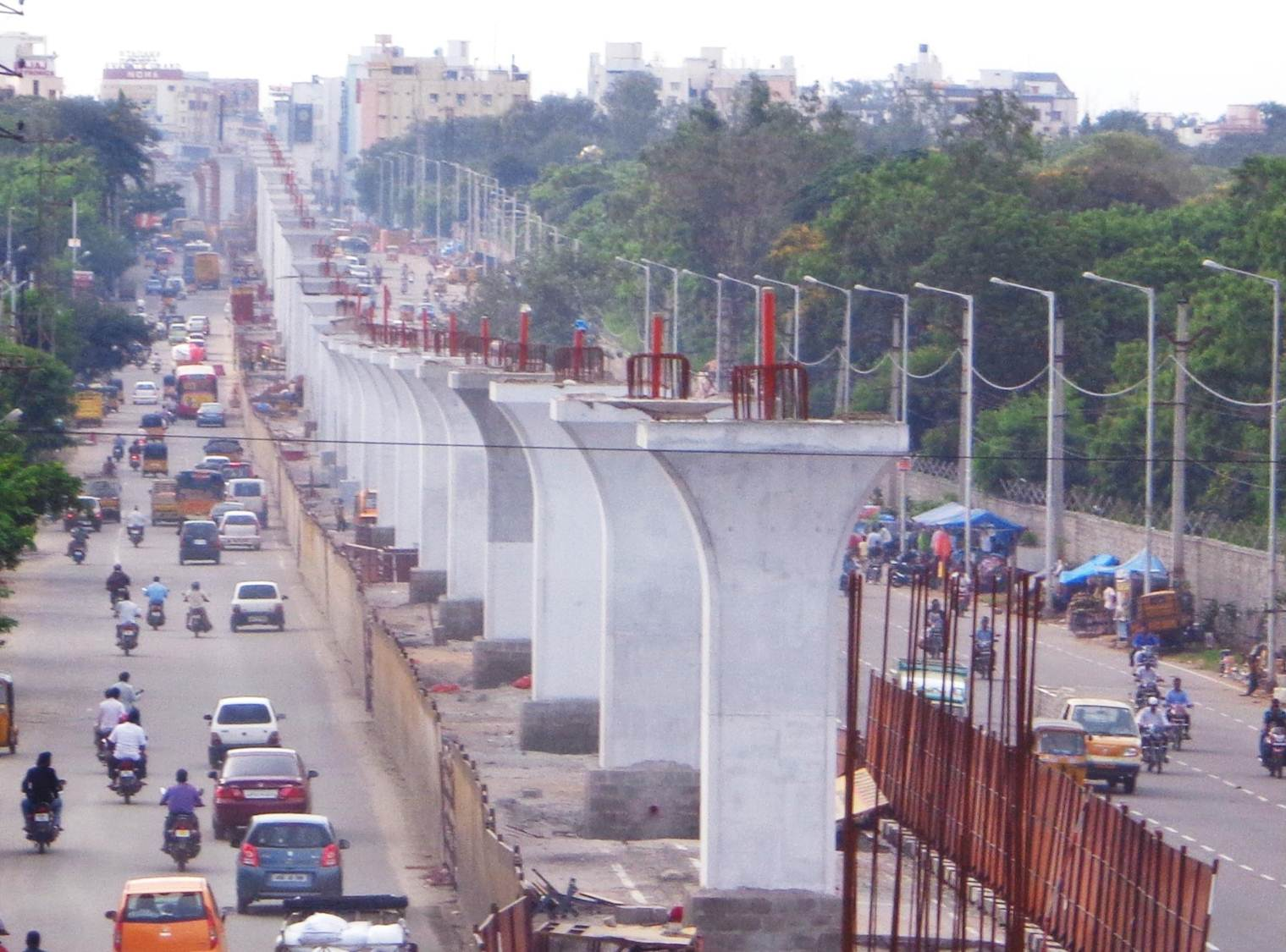
Les piles en attente de la pose du tablier du viaduc, au centre d'un boulevard d'Hyderabad, en avril 2013.

Le choix s'est donc porté sur des voies aériennes, sur des viaducs, sans la moindre interruption de la circulation routière ; les ouvrages d'art supportant les trois lignes de métro totalisent 72 kilomètres de longueur, et sont situés sur les terre-pleins centraux des grands axes routiers de l'agglomération, ce qui implique des tracés complexes, tenant compte de la géométrie de ces axes. Comme le viaduc suit les axes routiers, il en adopte les virages, dont certains sont à 90°. Les courbes du métro ont dû être pensées avec un très faible rayon de courbure (128 mètres au minimum, quand le minimum requis est habituellement de trois cents mètres). Aussi la vitesse moyenne du métro ne sera-t-elle que de 34 kilomètres à l'heure.
Les deux mille cinq cents piles supportant les tabliers des viaducs ont également posé un problème, car aucune étude de sol n'ayant été réalisée, le sous-sol n'est pas connu a priori ; la distance entre piles a dû être adaptée sur place et n'est donc pas régulière, mesurant de 23 à 37 mètres. D'autres raisons justifient ces variations : possibilité ou non de déplacer les réseaux d'eau, de gaz ou d'électricité, présence de très nombreux édifices cultuels hindous, musulmans et chrétiens. Si le sol est de bonne qualité (granite), il était impossible de le faire sauter pour poser les semelles de fondation (dont les dimensions, elles aussi, varient de 6 × 7 mètres à 11 × 12 mètres). Le marteau-piqueur a donc dû être systématiquement utilisé. Enfin, la présence de poches d'argile sablonneuse et le caractère feuilletés par endroits de la roche ont contraint les maçons à enfoncer des pieux jusqu'à trente mètres de profondeur par endroits.
L'investissement total équivaut à 2,3 milliards d'euros.

### Réalisation

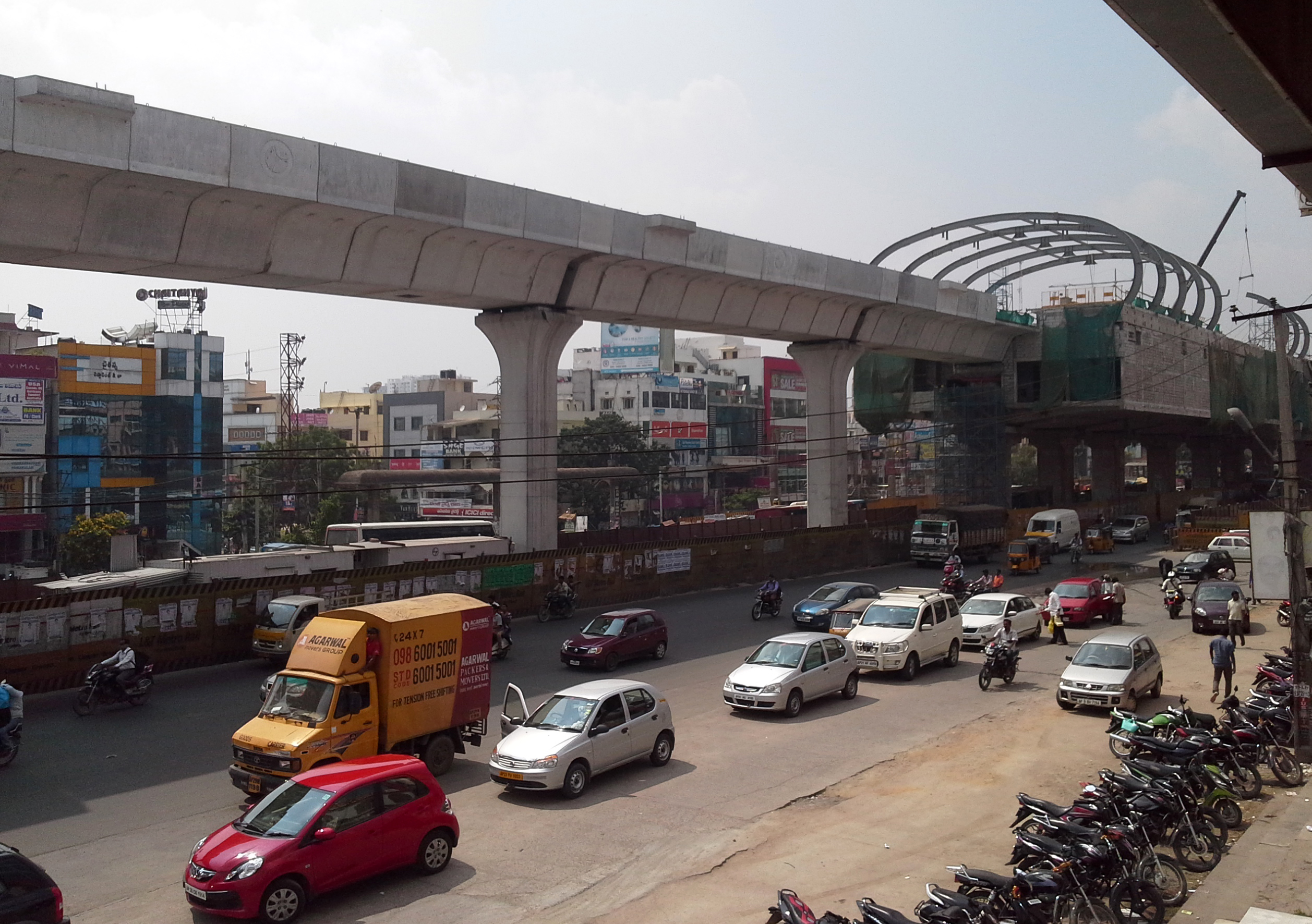
Une des futures stations du métro, posée sur le viaduc.

Le cahier des charges imposé à Larsen & Toubro impliquait un délai de réalisation de cinq ans. Pour tenir le calendrier, l'entreprise fait travailler 13 000 ouvriers sur dix fronts simultanés.
Sur les piles viennent s'appuyer 28 000 voussoirs, créés sur mesure, qui constituent le tablier. Ceux-ci, pour ne pas interrompre la circulation, les voussoirs sont acheminés de nuit, hissés à leur hauteur finale (en moyenne, 8,5 mètres) et collés les uns aux autres à l'aide de poutres de lancements posées à cheval sur eux piles successives. Une tolérance de trois millimètres seulement est donnée aux ateliers pour la fabrication des voussoirs, sachant que la température moyenne d'Hyderabad varie de vingt-cinq degrés au cours d'une même journée.
Toujours afin de ne pas saturer les axes routiers environnants, les soixante-six stations ne sont pas posées sur des portiques, mais directement sur les piles du viaduc. Chaque station mesure cent quarante mètres de longueur, et, suivant son importance, de vingt-quatre à quarante mètres de largeur.
Les rails sont posés directement sur des plinthes de béton. La technique employée consiste en la pose de longs rails soudés de cinq cents mètres de longueur ; cette longueur implique la présence de joints de dilatation importants entre les voussoirs, pour tenir compte de l'échauffement et donc de l'élongation des rails.

### Inauguration
Le 7 février 2020, le réseau est inauguré dans son intégralité, même si certaines sections sont ouvertes à la circulation depuis 2017. Les trois lignes exploitées sont la ligne bleue, la ligne rouge et la ligne verte.

## Réseau actuel
En 2020, le réseau est constitué de trois lignes :
| Ligne  | Terminus          | Terminus                   | Ouverture        | Dernière extension | Longueur | Stations |
| ------ | ----------------- | -------------------------- | ---------------- | ------------------ | -------- | -------- |
| Rouge  | Miyapur           | L.B. Nagar                 | 28 novembre 2017 | 24 septembre 2018  | 29 km    | 27       |
| Bleue  | Raidurg           | Nagole                     | 28 novembre 2017 | 29 novembre 2019   | 28 km    | 23       |
| Verte  | JBS Parade Ground | Mahatma Gandhi Bus Station | 7 février 2020   | -                  | 11 km    | 9        |
| TOTAL: | TOTAL:            | TOTAL:                     | TOTAL:           | TOTAL:             | 68 km    | 59       |

## Exploitation

### Matériel roulant
À la mise en service, cinquante-sept rames de trois voitures sont prévues. Cependant, si la fréquentation est importante, les infrastructures permettent d'ores et déjà d’accueillir des rames de six voitures. L'information est gérée par un dispositif impliquant une communication permanente entre matériel roulant et système centralisé, ce qui est une première en Inde.
Le réseau présente en outre la caractéristique d'être un métro automatisé. L'affluence attendue est d'environ un million de voyageurs par jour sur les trois lignes.

### Projets d'extension

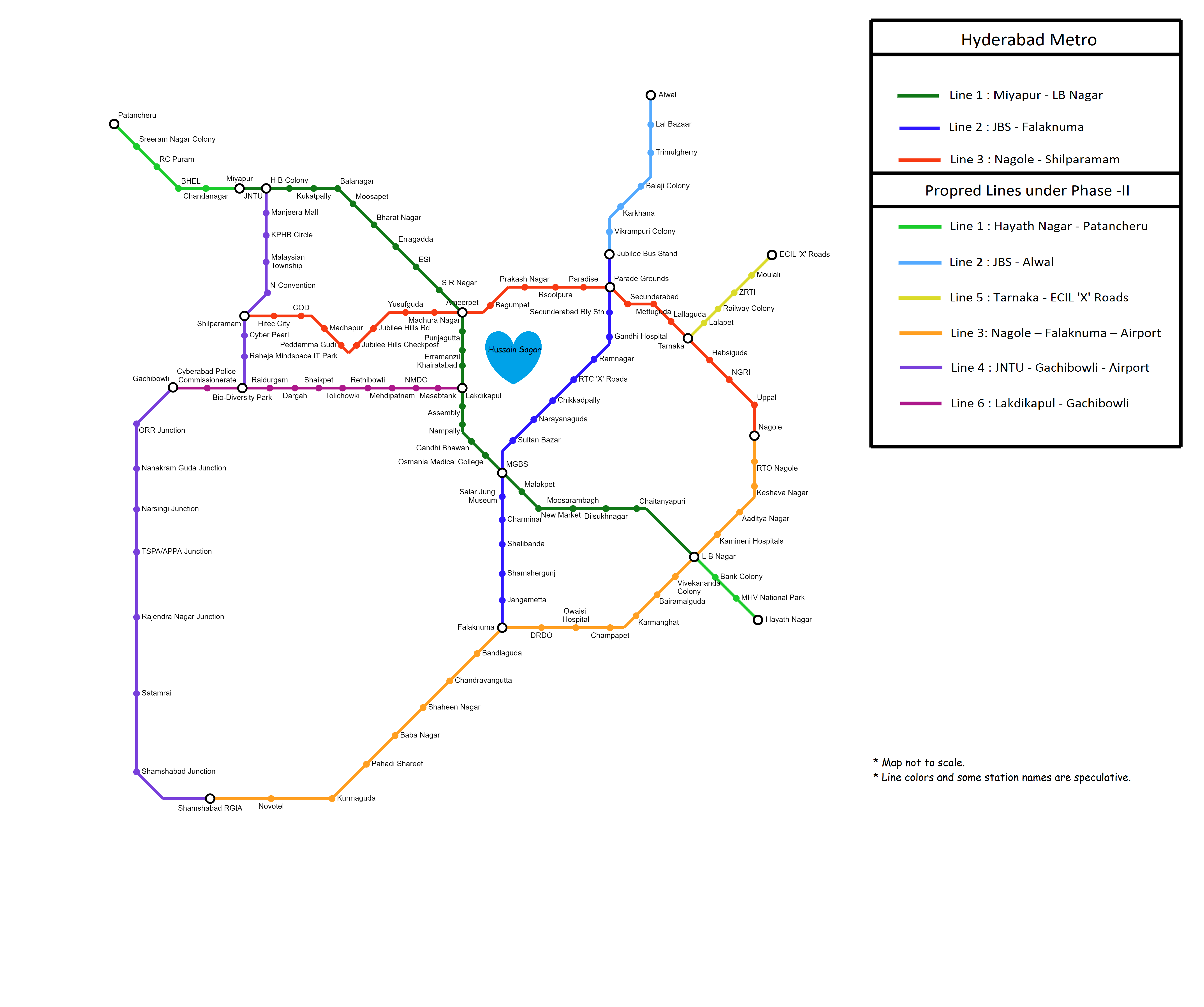
Carte des extensions prévues du métro d'Hyderabad.

Lors de la phase d'extension du réseau, prévue mais non encore actée, 83 kilomètres de lignes supplémentaires devraient être construits. Une ligne supplémentaire, la Purple Line (ligne violette) longue de sept kilomètres et desservant le nord-est de la ville, devrait être créée. Mais c'est surtout deux des trois lignes existantes qui devraient être prolongées, notamment pour desservir l'Aéroport Rajiv-Gandhi.